# Cratera da Guarda
A cratera da Guarda  é uma possível cratera de impacto localizada no distrito da Guarda em Portugal. Estima-se ter 200 milhões de anos, e mede 35 km de diâmetro. A cratera propriamente dita fica a nordeste da cidade da Guarda e o centro está provavelmente em 40° 38′ 48,03″ N, 7° 06′ 00,5″ O. A cratera sofreu significativa erosão hídrica .